# Лусия
«Лусия» (исп. Lucía) — фильм снятый в 1968 году.

## Сюжет
Фильм состоит из трёх эпизодов, главные героини которых носят имя Лусия.

### 1895
Лусия принадлежит к большой кубинской семье. Женщины семьи шьют для повстанцев одежду. Брат Лусии, Филипе — повстанец и скрывается на далёкой кофейной плантации, принадлежащей семье.
Однажды в церкви Лусия (Ракель Ревуэльта) встречает испано-кубинского торговца Рафаэля (Эдуардо Моуре) и влюбляется в него. Она счастлива. Но однажды она узнаёт, что у Рафаэля в Испании осталась жена и ребёнок. Она убита горем, но Рафаэль вымолил у неё прощения и склонил к незаконной связи. Он уговаривает Лусию убежать от этого мира и укрыться на кофейной плантации. Когда они приезжают туда, на плантацию нападают испанские войска, наведённые Рафаэлем. Тот бросает Лусию. В завязавшейся битве погибает Филипе.
Лусия находит в городе Рафаэля и убивает его кинжалом.

### 1932
Из-за беспорядков в Сьенфуэгосе Лусия (Эслинда Нуньес) с матерью приезжают в загородный дом. В соседнем доме Лусия знакомится с революционером Альдо (Рамон Брито), раненым в ходе террористической акции, и влюбляется в него. Она уходит из семьи, поступает на работу и живёт с Альдо. Она также участвует в мелких акциях неповиновения и забастовке. После падения свержения Херардо Мачадо, Альдо работает в правительстве в Гаване. Лусия беременна. Альдо разочарован в соратниках и начинает пить. Он возвращается к силовым методам борьбы и гибнет в перестрелке.

### 196..
Лусия (Адела Легра) и Томас (Адольфо Льяурадо) — молодожёны, живущие в сельской местности. Но оказывается, что Томас очень ревнив и заставляет Лусию сидеть дома одну и запрещает ей работать и общаться с другими в его отсутствие. Дополнительные конфликты возникают из-за молодого учителя из Гаваны, приехавшего бороться с неграмотностью, и которого поселили в доме Томаса. Лусия не выдерживает такой жизни и уходит из дома. Она опять начинает работать. Томас пытается вернуть её.

## Технические данные
- Чёрно-белый.

## Интересные факты
Действие в третьей части комментируется в песнях на мотив «Гуантанамеры».

## Награды
- Золотой приз на VI Московском кинофестивале 1969 года.